# Tisová (Bohutín)
Tisová (do roku 1948 Tisov) je vesnice, část obce Bohutín v okrese Příbram ve Středočeském kraji.

## Historie
První písemná zmínka o vesnici pochází z roku 1298. Název dostala podle tisu.

## Obyvatelstvo
| Rok            | 1869 | 1880 | 1890 | 1900 | 1910 | 1921 | 1930 | 1950 | 1961 | 1970 | 1980 | 1991 | 2001 | 2011 | 2021 |
| -------------- | ---- | ---- | ---- | ---- | ---- | ---- | ---- | ---- | ---- | ---- | ---- | ---- | ---- | ---- | ---- |
| Počet obyvatel | 154  | 169  | 166  | 154  | 130  | 100  | 90   | 53   | 65   | 60   | 44   | 45   | 68   | 97   | 139  |
| Počet domů     | 21   | 21   | 21   | 22   | 22   | 21   | 21   | 20   | 19   | 17   | 12   | 26   | 33   | 41   | 57   |

## Obecní správa
Při sčítání lidu v letech 1850–1949 Tisová byla osadou obce Narysov v okrese Příbram. V letech 1950–1964 byla samostatnou obcí v okrese Příbram. Od 14. června 1964 je částí obce Bohutín v okrese Příbram.